# Conturiti
Le conturiti sono depositi di mare profondo guidate dalle correnti profonde. Trovandosi alla base della scarpata continentale, proprio dove la corrente le trasporta, queste vanno ad erodere su un lato, formando i Moat, e depositano sul lato opposto, formando i Drift. Esistono poi drift di vario tipo, a seconda di come scorre la corrente e come viene depositato il sedimento. 
Le forme caratteristiche delle conturiti sono i Sediment wave, vale a dire delle ondulazioni del fondo marino, dovute sia al movimento costante delle conturiti (e la loro relativa corrente), sia al movimento degli organismi bentonici che muovono in continuazione il sedimento. 
Le conturiti possono essere sabbiose o fangose; le prime sono le più rare, le seconde sono le più comuni.